# Serie (gudstjänst)
Serie i samband med mässa, kyrkans gudstjänst, innebär olika under kyrkoåret förekommande gudstjänstordningar, främst vad gäller mässans liturgiska musik. Olika varianter av serier har brukats. I den av kyrkomötet fastslagna kyrkohandbok från 1986 förekommer julserien, fasteserien, påskserien och allmänna serien. ”Serieindelningen bygger på 1942 års ordning med fyra varandra avlösande serier, som dock fördelats något annorlunda över kyrkoåret”.
1942 års ordning hade fyra serier som var Advents- och jultiden, Fastetiden, Påsk- och pingsttiden, och Trefaldighetstiden. I 1986 års kyrkohandbok byttes Trefaldighetsserien ut mot "Allmänna serien". Serier kan även kallas för kretsar, såsom julkretsen.